# Eclipse lunar de 25 de setembro de 1969
| Eclipse Lunar Penumbral 25 de setembro de 1969 | Eclipse Lunar Penumbral 25 de setembro de 1969 |
| --- | ---------------------------------------------- |
| A Lua cruzando na parte norte da zona de penumbra da Terra, de oeste para leste (da direita para a esquerda), com a Lua levemente menos brilhante que o normal. |                                                |
| Gamma | +1,0656                                        |
| Saros (e membro) | 146 (8 de 72)                                  |
| Sequência de eclipses lunares |                                                |
| Anterior | 27 de agosto de 1969                           |
| Próximo | 21 de fevereiro de 1970                        |
| Duração (hr:mn:sc) |                                                |
| Penumbral | 4:05:14                                        |
| Fases e Horários do Eclipse (UTC) |                                                |
| P1 | 18:06:58                                       |
| Máximo | 20:09:38                                       |
| P4 | 22:12:12                                       |

O eclipse lunar de 25 de setembro de 1969 foi um eclipse penumbral, o terceiro de três eclipses lunares do ano. Teve magnitude penumbral de 0,9008 e umbral de -0,0952. Teve duração total de 245 minutos.
No eclipse máximo, 90% do disco da Lua foi parcialmente sombreado pela Terra, o que causou um leve gradiente de sombra em todo o seu disco; esse efeito sutil pode ter sido visível para observadores cuidadosos. Nenhuma parte da Lua estava em completa sombra. O eclipse durou 4 horas e 5 minutos no total.
A Lua cruzou a região norte da zona de penumbra da Terra, em nodo ascendente, dentro da constelação de Peixes.

## Série Saros
Eclipse pertencente ao ciclo lunar Saros de série 146, sendo este de número 8, totalizando 72 eclipses da série. O último eclipse do ciclo foi o eclipse penumbral de 15 de setembro de 1951, e o próximo será com o eclipse penumbral de 7 de outubro de 1987.

## Visibilidade
Foi visível na Europa, África, Ásia, Oceania.
| Região do planeta onde foi visível durante o máximo do eclipse - 20:09 UTC. O Oceano Índico, obteve a melhor observação do meio do eclipse, de onde foi visível à meia-noite. |
| Mapa de visibilidade do eclipse |